# 레이저쎌
레이저쎌(Laserssel Co., Ltd.)는 대한민국의 면레이저 기업이다. 본사는 경기도 화성시 동탄산단4길 9-9에 위치해 있으며 대표이사는 안건준이다. 면광원-에어리어 레이저 기술을 바탕으로 HBM 등의 AI 반도체, 미니-마이크로 LED 디스플레이 및 2차 전지 후공정에 해당하는 패키징 공정 중 본딩 과정 장비를 개발 및 제조한다. 면레이저 중 최대-최소 빔 크기를 개발/판매 중이다. 

## 상장
2022년 6월 24일에 주관사를 삼성증권으로 공모가 16,000원에 코스닥 시장에 상장하였다.

## 같이 보기
- 한미반도체
- 이오테크닉스
- 코세스
- 제너셈

## 참고문헌
1. ↑  레이저쎌, AI 반도체 수요 증가에 "하반기 최고 수혜 전망", 뉴스토마토, 2023.12.17
2. ↑  조윤호, 레이저쎌 주가 장중 급등, AI 반도체공정 활용 기술 개발 소식에, 비즈니스포스트, 2023년 9월 5일
3. ↑  'AI 반도체' 시장 급성장...레이저쎌, 세계 최초 개발 '면 레이저' 광학기술 '부각', 뉴스핌, 2023년 6월 29일